# Cruzeiro de Atouguia da Baleia
O Cruzeiro de Atouguia da Baleia localiza-se na rua da Memória, no lugar de Coimbrã, freguesia de Atouguia da Baleia, Município de Peniche, distrito de Leiria, em Portugal.

## História
O Cruzeiro Manuelino da Coimbrã, como é localmente conhecido, foi mandado construir por António da Costa, em 1525, conforme testemunha a inscrição epigráfica no seu capitel.
Esta designação resulta do facto de ter sido erguido na primeira metade do século XVI, no tempo de D. Manuel I, na localidade de Coimbrã. Nessa altura, o Cruzeiro serviria como local de paragem para os viajantes que pretendiam chegar a Atouguia da Baleia, uma vez que a Rua da Memória, onde se situa, servia como estrada principal para a vila. Hoje esse papel é desempenhado pela Estrada Nacional 114.

## Classificação
O cruzeiro encontra-se classificado como Imóvel de Interesse Público

## Características
O conjunto composto por duas peças: o cruzeiro e a edícula que o protege.
O cruzeiro é formado por um fuste cilíndrico, pelo capitel com inscrição e aro envolvente com entrançados fitomórficos e o pelo crucifixo, de pontas em flor-de-lis. Relevado numa das faces do crucifixo encontra-se a figura do Cristo crucificado e, na outra face, também em relevo, a Pietá. A escultura de um pelicano assenta sobre a cruz.
A edícula apresenta planta quadrada, com quatro vãos de arco abatido, alternando entre janelas e portas, coberta por cúpula piramidal, rebocada.